# Paolo De Flotte
(Giuseppe Garibaldi, dal discorso funebre per Paolo de Flotte)
Louis François René Paul de Flotte, in Italia conosciuto come Paolo De Flotte, (Landerneau, 1º febbraio 1817 – Solano, 22 agosto 1860), è stato un esploratore, inventore e politico francese.
Fu garibaldino durante la Spedizione dei Mille.

## Biografia

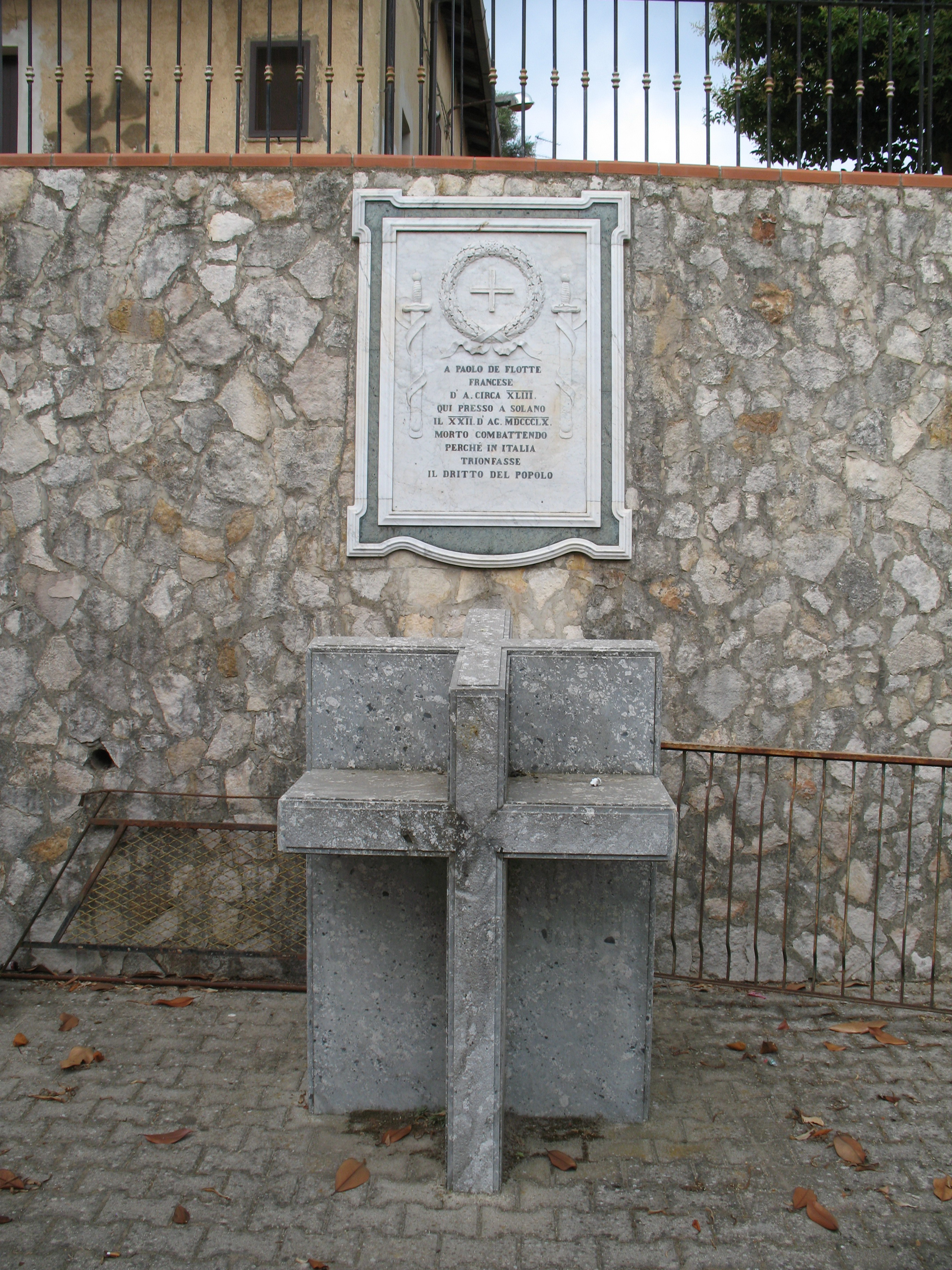
Monumento presso Solano

Nato da una famiglia dell'antica nobiltà bretone, era figlio e nipote di militari realisti, a loro tempo schieratisi con l'Esercito cattolico e reale dei Chouan. Il nonno materno era un ammiraglio e per il giovane de Flotte fu quasi d'obbligo entrare nell'Accademia navale, imbarcandosi a bordo della nave-scuola Orione nel 1832.
Primo del proprio corso, venne promosso ufficiale di marina nel 1836 e scelto per partecipare a due importanti spedizioni scientifiche sulle navi Venus, Astrolabe e Zélée, compiendo per due volte la circumnavigazione del globo. Partito dal porto di Brest il 29 dicembre 1836, fece ritorno in patria approdando a Tolone, il 6 novembre 1840. Nel 1847, con il grado di tenente di vascello, fu messo in congedo a causa delle sue idee socialiste. Partecipò ai moti della rivoluzione francese del 1848 venendo successivamente eletto deputato per Parigi. In seguito alla sua opposizione al colpo di Stato del 2 dicembre 1851 (fu uno dei capi della resistenza) dovette andare in esilio in Belgio; rientrato sotto falso nome trovò impiego in una società ferroviaria.
Nel luglio 1860 raggiunse la spedizione dei Mille di Garibaldi a Palermo. In quest'ambito, col grado di colonnello e al comando della Legione francese (da lui organizzata), agli ordini del generale Cosenz, nella notte tra il 21 e il 22 agosto 1860 effettuò, uno sbarco sulle spiagge di Favazzina; durante l'avanzata verso l'interno ci fu uno scontro con un reparto di cacciatori napoletani, presso Solano (piccolo villaggio attualmente suddiviso tra i comuni di Bagnara Calabra e Scilla), e qui il De Flotte «ardente patriota, intimo amico di Garibaldi e da questi amorosamente rimpianto» cade ucciso.